# محوطه سل گاه
محوطه سل گاه مربوط به پیش از اسلام - دوران‌های تاریخی پس از اسلام است و در شهرستان رودبار، بخش مرکزی، روستای سرشمام واقع شده و این اثر در تاریخ ۱۴ مرداد ۱۳۸۲ با شمارهٔ ثبت ۹۳۹۳ به‌عنوان یکی از آثار ملی ایران به ثبت رسیده است.